# Kern Aurél
Kern Aurél (Pest, 1871. május 17. – Budapest, 1928. január 20.) zenei író, zenekritikus, zeneszerző.

## Élete és munkássága
Régi szepességi nemesi családban született. Gimnáziumi és egyetemi tanulmányaival párhuzamosan Koessler János tanítványaként a Zeneakadémia zeneszerzési szakát is elvégezte.
1890-től magyar és külföldi folyóiratokban tevékeny írói munkásságot fejtett ki. 1893-tól a Budapesti Hírlapnál előbb mint zenekritikus, később a zenén kívül mint színházi, képző- és iparművészeti cikkíró, majd 1902-től a lap irodalmi és művészeti rovatának vezetője működött 1915-ig. Több éven át a Berliner Börsen Courir és a Dresdner Zeitung levelezője volt, ahol a millennium évében számos Magyarországot ismertető cikke jelent meg. Több tanulmányát közölte francia nyelven a Revue de Hongrie, német nyelven az Ungarische Rundschau. Évekig munkatársa volt A Hét című folyóiratnak. 1898-ban a Reviczky-dalok című ciklusával elnyerte a millenniumi zenei királydíjat. Somogyi Péterrel közösen operalibrettót írt, amely Czobor Károly zenéjével 1896-ban került színre az Operában. 1907-ben az Uránia Színházban színre került Molière: A szerelem mint orvos című vígjátékához írt zenéje is, melyet 1926-ban a Nemzeti Színház is bemutatott.
Irodalmi és zeneszerzői működésén kívül dramaturgiai és színháztechnikai tanulmányokkal is foglalkozott. 1910-ben majd egyéves tanulmányúton volt Németországban és Franciaországban, ahol az operaházak művészeti és adminisztratív szervezetét tanulmányozta.

„1912-ben a Nemzeti Zenede titkárává választották meg, 1915-ben az Operaház igazgatójává nevezték ki, mely állásban 1917-ig működött. Ez alatt az idő alatt körülbelül 40 müvet állított be a műsorba s az ő érdeme, hogy az előadások számát az addigi háromról hetenkint hatra emelte. A kultuszminisztériumban mint zenei szakmegbizott működött ezután, mig 1917 julius 1-én a Nemzeti Zenede ügyvezető igazgatója lett. 1918 októberében a Képzőművészeti Társulat titkárává is megválasztották, mely állásban 1920 márciusáig működött. 1919 óta egyik vezetője és irányitója a Nemzeti Zenede újjászervezésének […] majd 1922-ben elnökigazgatója lett […] A Zenedében az egyetemes zenetörténet rendes tanára.”

Jelentős szerepe volt a Nemzeti Zenede fellendülésében. Előadója volt az Országos Zeneművészeti Tanácsnak. 1923-ban a Petőfi Társaság választotta rendes tagjává. 1925-től a rádió zenei tanácsadója volt. Számos műdal szövegét is magyarra fordította, az Operaház számára lefordította Goldmark Károly: Sába királynője és Eugen d’Albert: Holt szemek című dalműveinek német ill. francia nyelvű szövegét.

## Főbb művei
- Reviczky-dalok (amelyekért 1898-ban millenniumi királydíjat nyert)
- Daloskert (régi magyar dalfeldolgozások, Budapest, 1927)
- Színpadi kísérőzenék, átiratok
- Magyar zenei kultúra (tanulmány, Budapest, 1920)

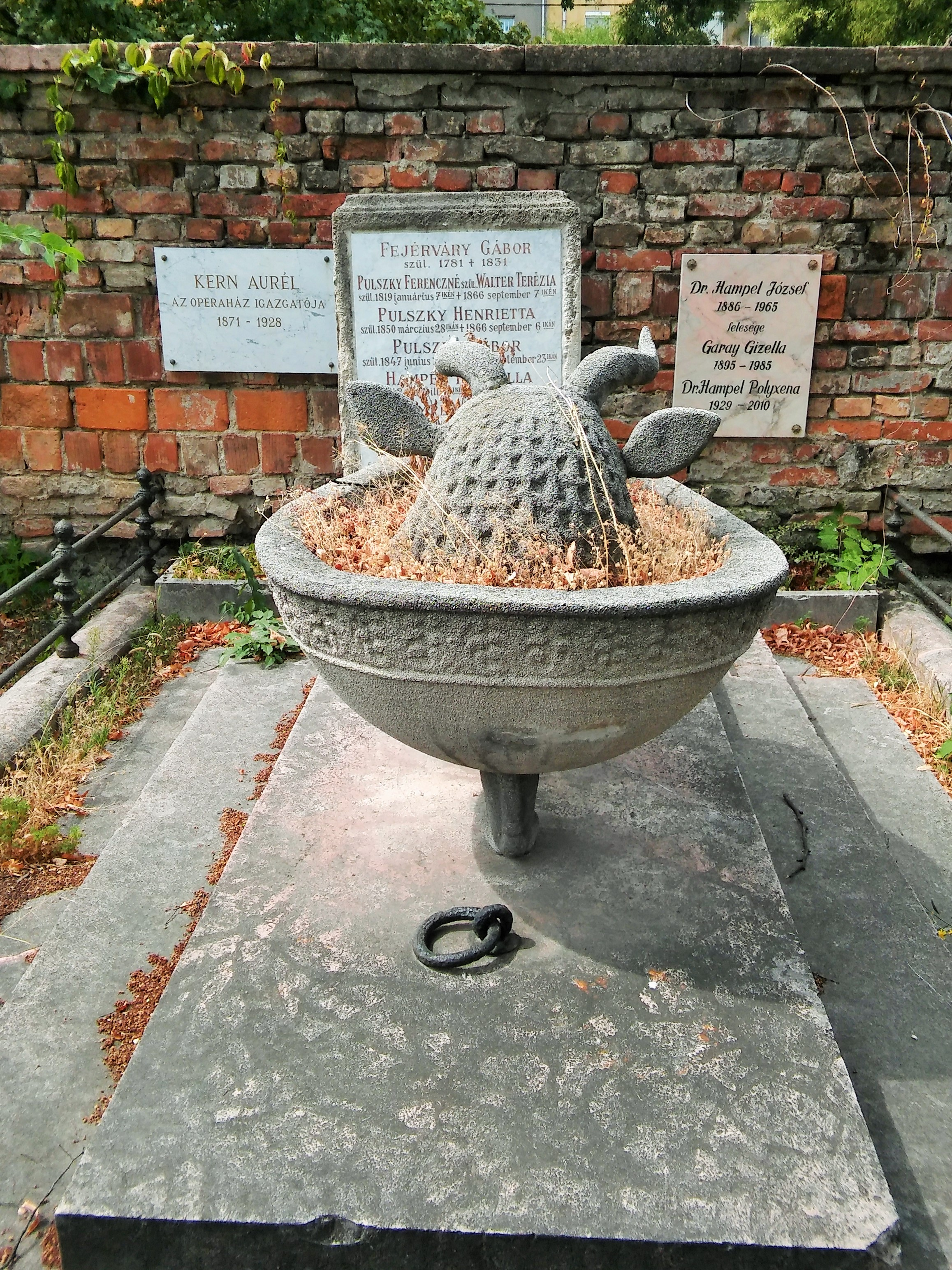
Sírja a Fiumei úti sírkertben (Jobb oldali falsírboltok, J-30)